# Божок (село)
Божо́к (у 1922–2016 рр. — Черво́ний Ра́нок) — село в Україні, у Кролевецькій міській громаді Конотопського району Сумської області. До 2020 орган місцевого самоврядування — Божківська сільська рада.
Населення — 756 осіб.
Село розташоване за 15 км від центру громади м. Кролевець.

## Географія
Село Божок знаходиться на правому березі Сейму, вище за течією на відстані 3,5 км розташоване село Мутин, нижче за течією на відстані 3 км розташоване село Заболотове. Між селом і річкою великий масив іригаційних каналів. Селом протікає пересихаюча річка Божок, права приток Сейму.

## Геральдика
На гербі зображений дохристиянський бог слов'ян Ярило що веде нас до назви села (герб є промовистим). Божество, що помирає та відроджується кожного року з весною, символізує красу місцевої природи та родючі землі. Слов'янські узори зображають як хмари (сонце визирає із-за хмар) так і ластівок, приліт яких символізує початок весни і в давнину Нового року (тут варто згадати Щедрик Леонтовича з коронною фразою «прилетіла ластівочка»).

## Історія

### Археологія
На території села Божок містяться городища давніх часів: три неолітичні поселення скіфських часів VII—III ст. до н. е., слов'янські поселення сіверян VIII—X ст. та часів Київської Русі. Про це свідчать матеріали розкопок Дніпровської Лівобережної експедиції археологів у 1947 році.

### У складі Російської імперії
Напередодні скасування кріпацтва, 1859 року у козацькому селі Божок Кролевецького повіту Чернігівської губернії мешкало 1312 осіб (625 чоловічої статі та 687 — жіночої), налічувалось 190 дворових господарств, існувала православна церква.
Станом на 1886 у колишньому державному селі Мутинської волості, мешкало 1285 осіб налічувалось 222 дворових господарства, існували православна церква, 2 постоялих будинки, лавка, поташний завод.
За даними на 1893 рік у поселенні мешкало 1601 особа (754 чоловічої статі та 847 — жіночої), налічувалось 257 дворових господарств.
За переписом 1897 року кількість мешканців зросла до 1638 осіб (823 чоловічої статі та 815 — жіночої), з яких 1629 — православної віри.

### ХХ століття
З 1917 — у складі так названноі УНР. Наприкінці 1919 року більшовиrки пришли до влади. Вони організували комуну — колективне господарство. 3 18 березня 1921 року комуна стала називатися «Ранок», а в 1922 році село отримало назву Червоний Ранок.
Голодомор 32-33 р.р. не проминув села та забрав життя 60 чол.
1941 окупували німці, але уже в 1943 радянска влада повернулася.
1950 року укрупнили колгоспи: на базі чотирьох колгоспів «Прогрес», ім. Свердлова, ім. Кірова, ім. Мічуріна виник новий колгосп ім. Мічуріна. Він став багатогалузевим господарством. Сіяли зернові, кормові культури, картоплю, коношію, цукрові буряки, була велика садово-городня бригада, дві молочно-товарні ферми, вівце- і птахоферми, знаменита племінна свинотоварна ферма. Побудували новий двоповерховий будинок тваринника. Побудовано більше 20 будинків для працівників, збудовано будинок для механізаторів, новий автогараж, заасфальтовану дорогу.

## Сьогодення
Сьогодні в селі Божок працює СТОВ «Ранок», яке створено в результаті реформування КСПП ім. Мічуріна. Товариством керує досвідчений фахівець Мироненко Микола Миколайович. У товаристві працює 149 осіб.
Усі роки після реформи СТОВ «Ранок» працює прибутково. У 2005 році одержано прибутку 609 тисяч гривень, рентабельність склала 49,7 %. На цей час це найкращий результат у районі.
У Будинку культури працював естрадний молодіжний ансамбль, хор, агітбригада, яка щороку займала призові місця в районі і їздила на обласні огляди, виступала на полях, фермах, у сусідніх селах.
Особлива гордість мешканців Божку — ансамбль народних інструментів, який організував Дзюба В. О. «Рококо» (так жартома називали ансамбль в селі) гастролював у Сумах, Києві, був дипломантом огляду «Сонячні кларнети», телепередачі «Ширше коло» (м. Москва).
При школі створено дитячий ансамбль «Джерельце». Діє народний вокальний ансамбль «Зорі» Божківського сільського Будинку культури під керівництвом місцевої поетеси і композитора Надії Данченко, відмінника освіти України.
Дитяче тріо «Апельсин» Божківської загальноосвітньої школи (керівник Надія Данченко) в 2005 році отримало першу премію на Всеукраїнському конкурсі сучасної української авторської пісні «Обереги України» в рамках XI Всеукраїнського літературно-мистецького фестивалю «Кролевецькі рушники».
Божок славиться відомими на всю Україну майстрами декоративно-прикладного мистецтва: вишивальниці Дуброва Г. Ф., Пишун Н. В., Круковська Н. В., різьбяр Дзюба В. В. їхні роботи були представлені на виставці в рамках Всеукраїнської культурно-мистецької акції «Мистецтво одного села» в Українському фонді культури в місті Києві., на виставці «Кролевецькі рушники» в рамках Всеукраїнського літературно-мистецького фестивалю «Кролевецькі рушники», на виставці «Барви рідного краю» під час Кролевецького Хрестовоздвиженського ярмарку.
19 травня 2016 року Верховна Рада України ухвалила постанову про декомунізацію, внаслідок чого селу було повернуто історичну назву Божок. Постанова набула чинності 3 червня 2016 року.
12 червня 2020 року, відповідно до розпорядження Кабінету Міністрів України № 723-р «Про визначення адміністративних центрів та затвердження територій територіальних громад Сумської області», село увійшло до складу Кролевецької міської громади.
19 липня 2020 року, в результаті адміністративно-територіальної реформи та ліквідації Кролевецького району, увійшло до складу новоутвореного Конотопського району.

## Цікаві-факти
Місцева легенда розповідає, що люди ходили до велет-дуба. Коли його спиляли – йшли поклонятися до пня. Урочище, де він стояв, і зараз носить назву „Пень-дерево”.

## Відомі люди
- Буйвол Василь Миколайович — фахівець у галузі механіки та математики. Досліджував питання міцності авіаційних систем, взаємодії пружних систем з потоками рідини. Розробив нові принципи руху підводних тіл і нелінійну теорію збудженого руху вільних границь, зокрема в полях з градієнтом тиску.
- Данченко Надія — поетеса і композитор, автор збірки «Я хочу слухати весну»[9].
- Калій Наталія Сергіївна — новатор сільськогосподарського виробництва, свинарка колгоспу імені Мічуріна Кролевецького району Сумської області. Депутат Верховної Ради УРСР 7—8-го скликань.
- Кривенко Сергій Сергійович — художник-живописець, член Національної спілки художників України, автор пейзажних творів.